# Robinson-Hörnchen
Das Robinson-Hörnchen (Sundasciurus robinsoni) ist eine Hörnchenart aus der Gattung der Sunda-Baumhörnchen (Sundasciurus), das auf der Malaiischen Halbinsel, am Mount Kerinci auf Sumatra, den Batu-Inseln und den Riau-Inseln vorkommt.
Es gibt drei Unterarten, die sich vor allem hinsichtlich der Färbung des Bauchfells und verschiedener Schädel- und Gebissmerkmale unterscheiden:
- Sundasciurus robinsoni robinsoni, Malaiische Halbinsel
- Sundasciurus robinsoni balae, Batu-Inseln
- Sundasciurus robinsoni vanakeni, Mount Kerinci

## Merkmale
Das kleine Hörnchen erreicht eine Kopf-Rumpf-Länge von 11,2 bis 14 Zentimeter und ein Gewicht von 49 bis 77 Gramm. Die Länge des Schwanzes liegt bei 56 bis 85 % der Kopf-Rumpf-Länge. Der Schädel hat eine Länge von 3,36 bis 3,64 Zentimeter. Das Robinson-Hörnchen ist damit etwas kleiner als das nah verwandte Low-Hörnchen (Sundasciurus lowii) von Borneo, seine Ohren sind aber relativ größer. Das Rückenfell des Robinson-Hörnchens ist mittelbraun mit einem orangen Einschlag bis dunkelbraun. Das Bauchfell ist weißlich bis hellgelb. Bei S. r. balae und S. r. vanakeni sind die Innenseiten von Vorder- und Hinterbeinen grau gefärbt.

## Systematik
Das Robinson-Hörnchen wurde 1903 durch den britischen Zoologen J. Lewis Bonhote unter der Bezeichnung Sicurus robinsoni erstmals wissenschaftlich beschrieben und zu Ehren des britischen Zoologen Herbert C. Robinson benannt. Heute gehört es zur artenreichen Gattung der Sunda-Baumhörnchen (Sundasciurus), die in Südostasien verbreitet ist. In Mammal Species of the World von Wilson und Reeder und in Thoringtons Werk Squirrels of the World wird es als Unterart des Low-Hörnchens (S. lowi) gelistet. Im Rahmen einer 2020 veröffentlichten phylogenetischen Studie zur Systematik der Sunda-Baumhörnchen zeigte sich jedoch, dass das Robinson-Hörnchen näher mit dem Mentawai-Baumhörnchen (S. fraterculus) verwandt ist als mit dem Low-Hörnchen. Es bekam deshalb wieder den Status einer eigenständigen Art.
Das folgende Kladogramm zeigt die Verwandtschaftsverhältnisse:
|  | Low-Hörnchen, S. lowii         |
|  |                                |
|  | Natuna-Hörnchen, S. natunensis |
|  |                                |

|  | Robinson-Hörnchen, S. robinsoni       |
|  |                                       |
|  | Mentawai-Baumhörnchen, S. fraterculus |
|  |                                       |

|  | Low-Hörnchen, S. lowii         |
|  |                                |
|  | Natuna-Hörnchen, S. natunensis |
|  |                                |

|  | Robinson-Hörnchen, S. robinsoni       |
|  |                                       |
|  | Mentawai-Baumhörnchen, S. fraterculus |
|  |                                       |

## Lebensraum und Lebensweise
Alle Unterarten des Robinson-Hörnchens leben in tropischen Regenwäldern, S. r. robinsoni und S. r. balae fand man auf der Malaiischen Halbinsel und den Batu-Inseln von Meeresspiegelhöhe bis in Höhen von 600 Metern, S. r. vanakeni wurde auf dem Kerinci, dem höchsten Berg auf Sumatra in Höhen von 900 bis 1300 Metern beobachtet. Robinson-Hörnchen halten sich mehr in Bäumen auf als Low-Hörnchen und ernähren sich überwiegend von Rinden, wahrscheinlich um Nahrungskonkurrenz mit den bis zu zehn anderen Hörnchenarten und den drei Arten der Spitzhörnchen (Scandentia), die im gleichen Lebensraum vorkommen, zu vermeiden.

## Belege
1. 1 2 3 4 5  
Arlo Hinckley, Melissa T. R. Hawkins, Anang S. Achmadi, Jesús E. Maldonado and Jennifer A. Leonard. 2020. Ancient Divergence Driven by Geographic Isolation and Ecological Adaptation in Forest Dependent Sundaland Tree Squirrels. Front. Ecol. Evol. DOI: 10.3389/fevo.2020.00208
2. ↑  
J.L. Bonhote 1903. Report on the mammals. S. 24–25 in N. Annandale & H.C. Robinson (Hrsg.). Fasciculi Malayenses. Anthropological and Zoological Results of an Expedition to Perak and the Siamese Malay States, 1901-1902. Zoology. Part I. The University Press of Liverpool, Liverpool.
3. ↑  
Sundasciurus lowii In: Don E. Wilson, DeeAnn M. Reeder (Hrsg.): Mammal Species of the World. A taxonomic and geographic Reference. 2 Bände. 3. Auflage. Johns Hopkins University Press, Baltimore MD 2005, ISBN 0-8018-8221-4.
4. ↑  
Richard W. Thorington Jr., John L. Koprowski, Michael A. Steele: Squirrels of the World. Johns Hopkins University Press, Baltimore MD 2012; S. 188–189. ISBN 978-1-4214-0469-1